# Федорыгино
Федорыгино — деревня на севере Бежаницкого района Псковской области. Входит в состав сельского поселения муниципальное образование «Добрывичская волость».
Расположена на правом берегу реки Самородовка, в 32 км к северу от райцентра Бежаницы и в 3 км к востоку от деревни Шилово.

## Население
Численность населения деревни по состоянию на 2000 год составила 19 человек.

## История
До 2005 года входила в состав ныне упразднённой Шиловской волости.